# Simon Le Bon
Simon John Charles Le Bon MBE (Bushey, 1958. október 27. –) kétszeres Grammy-díjas angol zenész, énekes, dalszerző és költő, a Duran Duran és az Arcadia frontembere. Három Ivor Novello-díjat kapott a British Academy of Songwriterstől, amelybe beletartozott a Kiemelkedő Hozzájárulás a Brit Zenéhez díj is. 2022-ben a Duran Duran tagjaként beiktatták a Rock and Roll Hall of Fame-be.

## Korai évek
Le Bon 1958. október 27-én született Bushey közelében, Hertfordshireben, Angliában, a legidősebbként három fiú közül. Anyja Ann-Marie Le Bon, testvérei David és Jonathan (1965). Vezetékneve hugenotta eredetű.
Tagja volt a helyi templomi kórusnak fiatal korától, de színésznek is tanult.

### Tanulmányok
Simon Le Bon a Pinner County Grammar Schoolba járt, Pinnerben, Hendonban, ugyanebbe az iskolába járt Elton John is egy évtizeddel korábban. Járt a Nower Hill-i középiskolába, ahova anyja járt korábban és felsőoktatási tanulmányait a Birminghami Egyetemen végezte dráma szakon.

## Karrier

### A Duran Duran előtt (1980-ig)
Le Bon szerepelt néhány televíziós reklámban és színházi műsorban, például a Tom Brown’s School Daysben.
Dolgozott egy kibucban a Negev-sivatagban 1978-ban Izraelben, majd visszatért Angliába, hogy drámát tanuljon a Birminghami Egyetemen, mielőtt találkozott a Duran Duran tagjaival.

### Duran Duran (1980-napjainkig)
A Duran Duran-t John Taylor és Nick Rhodes gyerekkori barátok alapította Stephen Duffyval 1978-ben, de Duffy távozott egy évvel később, miután úgy érezte az együttes nem halad sehova. Ezután az együttes gyakran változtatott tagokat, de végül találtak egy gitárost és egy dobost. Az együttesnek erős pop, diszkó és funk befolyásolt hangzása volt, amelyet rock ritmikára építettek és már csak egy erős hangú énekesre volt szükségük.
Le Bon akkori barátnője Fiona Kemp (csaposként dolgozott a Rum Runner klubban, ahol a Duran Duran gyakran szerepelt) mutatta be az együttesnek Le Bont 1980 májusában. Az együttes legendái szerint egy pink leopárdmintás nadrágot viselve jelent meg a meghallgatásán, egy nagy jegyzetfüzettel, amelybe verseit írta. Ezek közül több is szerepelt a korai Duran Duran albumokon.
Miután meghallgatta az együttes egyik első dalát, egy kis idő alatt összeegyeztette a Sound of Thunder versével és úgy döntöttek jól összeillettek. Le Bon beleegyezett, hogy „kipróbálja a Duran Durant a nyárra.” Hat héten belül az együttes már Birmingham, London és Nottingham környékén koncertezett, majd egy nemzeti turnén vettek részt Hazel O’Connor előzenekaraként. Ez vezetett decemberben az EMI-vel aláírt szerződésükhöz.
Az első albumuk, a Duran Duran 1981-ben jelent meg és gyorsan elismert tagjai lettek az Újromantikus mozgalomnak. Három további albumot adtak ki gyorsan egymás után: a Rio (1982), a Seven and the Ragged Tiger (1983) és az Arena (1984). Mindegyik megjelenést erőteljes promóciók előzték meg és hosszú turnék követték. 1984 közepére készen álltak egy szünetre. Az egyetlen további munkájuk 1984-ben a Band Aid kislemez, a Do They Know It’s Christmas? volt.
Roger Taylor és Andy Taylor távozása után Le Bon, Rhodes és John Taylor folytatták a munkát Duran Duranként. Felvették és megjelentették a Notorious-t (1986) és a Big Thinget (1988). Az együtteshez csatlakozott Warren Cuccurullo gitáros és Sterling Campbell dobos, akikkel felvették a Libertyt (1990), de az együttes sikeressége a 80-as évek végére elkezdett eltűnni.
A Duran Duran sikeressége visszatért 1993-ban a The Wedding Albummal, amelyen szerepelt a top-10-es kislemez, az Ordinary World. A világkörüli turnéjuk közepén Le Bonnak megsérült egy hangszála, amelynek következtében hat héttel eltolták a turnét.
1995-ben a Duran Duran kiadta a Thank You feldolgozásalbumot, amelyen Le Bon kedvenc előadóitól énekelt dalokat, mint Jim Morrison, Lou Reed és Elvis Costello. Ugyanebben az évben Le Bon előadta az Ordinary Worldöt Luciano Pavarottival. Le Bon a következőt mondta az eseményről (Jam!): „Ha nevekkel dobálózunk, ő az egyik legnagyobb.”
Mikor John Taylor eltávozott 1997-ben, Le Bon és Rhodes maradtak az egyetlen tagok, akik a karrierjük kezdete elejétől a Duran Duran tagjai voltak. Le Bon, Rhodes és Cuccurullo két albumot adott ki együtt, a Medazzalandet (1997) és Pop Trash-t (2000).
2001-ben a Duran Duran eredeti öt tagja újra összeállt és kiadták az Astronaut-ot 2004-ben. Egy évtized után a (Reach Up For The) Sunrise kislemez volt az első top 10-es daluk a Brit kislemezlistán.

### Arcadia (1985)
Mielőtt a Duran Duran újra összeállt 1986-ban, Nick Rhodesszal és Roger Taylorral Le Bon megalapította az Arcadia-t. Az együttes mind az Egyesült Államokban és az Egyesült Királyságban is a legjobb tíz hely egyikét érte el a slágerlistákon az Election Day című számával, amely az 1985-ös So Red The Rose albumon szerepelt.

### Szólóprojektek
Annak ellenére, hogy Le Bon végig része volt a Duran Duran karrierjének, voltak projektjei egyedül is. 1985-ben a Whitbread Round the World Race vitorlásversenynek írt egy dalt Gray Lady of the Sea címen és narrátora volt az 1987-es versenynek, amelyet Drum-nak neveztek. 1988-ben jelent meg a Grey Lady of the Sea kislemezként.
1989-ben Jonathan Elias Requiem For The Americas projektjéhez hozzájárult a Follow In My Footsteps dallal, amelynek háttérénekese a The Bangles Susanna Hoffs-a volt.

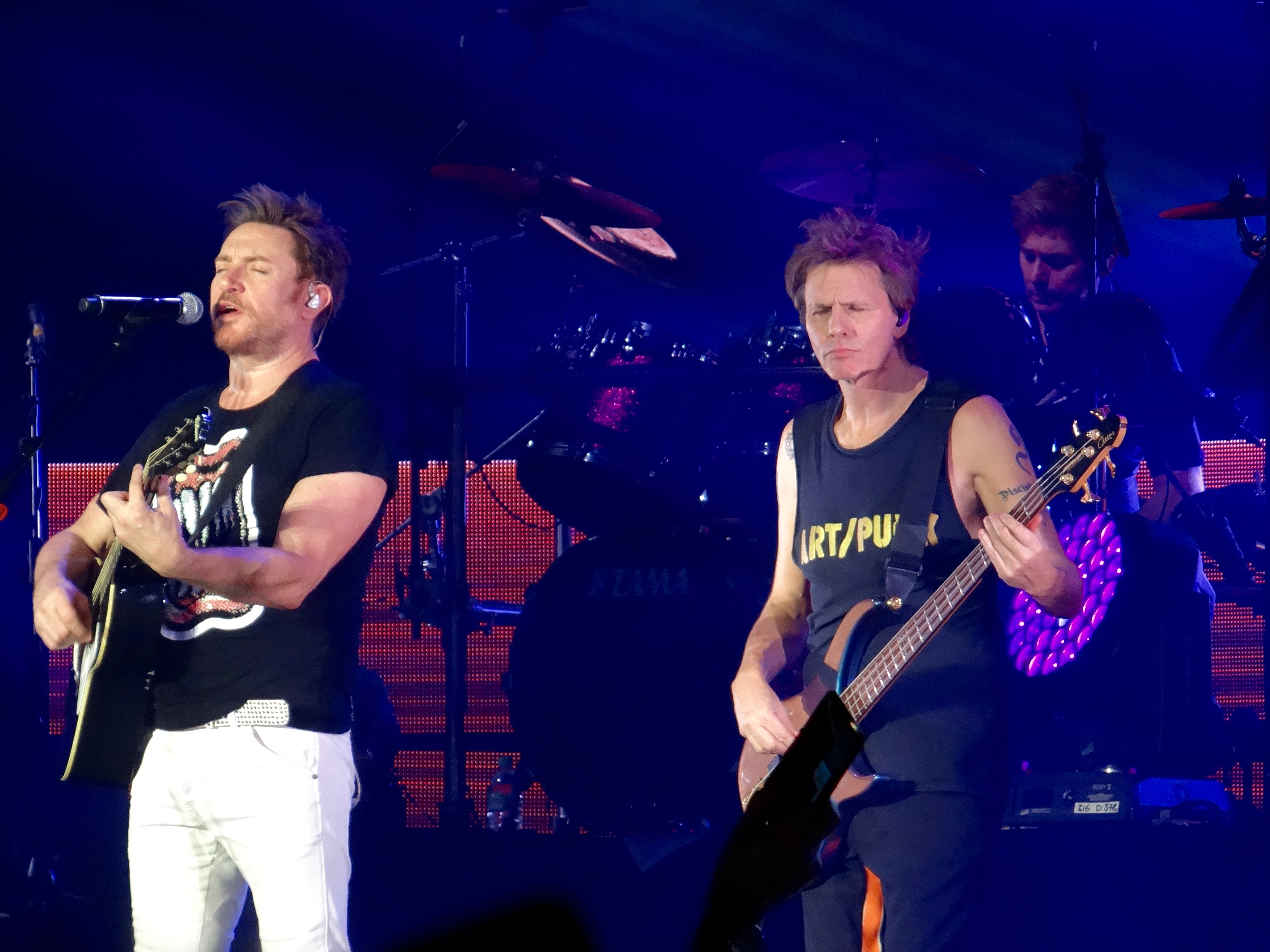
Simon Le Bon és John Taylor, egy 2015-ös Duran Duran koncerten

1998-ban Nick Wooddal és feleségével, Yasminnal elindították a SYN Entertainmentet (Simon Yasmin Nick) Tokióban, Japánban. Le Bon jelenleg „Alapító és Elnök,” míg Woods „Alapító, Elnök és Kreatív Igazgató.”
2000-ben a SYN Entertainment megalapította a SYN Recordsot. Le Bon szólódala, a Dream Boyz szerepelt a Csak nőt ne ölj! film számlistáján, amelyet a SYN adott ki. Ugyanebben az évben a SYN producere volt a Duran Duran Pop Trash albumának, Nick Rhodes és Warren Cuccurullo TV Mania együttesével.
2005 októberében Ferry Corsten, holland DJ kiadta a Fire című dalát, amelyen Le Bon szerepelt énekesként. A Duran Duran Serious dalának a remixe volt. 2006-ban Le Bon tagja lett a Shinzou Soundnak és részt vett az online manga-projekt, a Synesthesia elkészítésében, amelynek a főcímdalát, a Nobody Knows-t Nick Wooddal együtt írta.
2010-ben Le Bon együttműködött Mark Ronsonnal a Record Collection dalon a harmadik stúdióalbumán. A dalon ő énekli a refrént Ronsonnal és Wiley-vel. Ronson producer volt később a Duran Duran All You Need Is Now (2010) és a Paper Gods (2015) albumain.

## Magánélete
Az 1980-as évek elején Le Bon eljegyezte modell-színész barátnőjét, Claire Stansfieldet. Miután szakítottak Yasmin Parvaneh lett kiszemeltje. Miután látta egy magazinban, felhívta a modellügynökségét és lekövette őt. 1985. december 27-én házasodtak össze. Yasmin kétszer is elvetélt, de később három lányuk is született: modell Amber Rose Tamara Le Bon (1989. augusztus 25.-), Saffron Sahara Le Bon (1991. szeptember 25.-) és Tallulah Pine Le Bon (1994. szeptember 10.-). 2018. június 6-án lett nagyapa, mikor Saffronnak megszületett első fia, Taro Arturo.
Mikor a Duran Duran szünetelt 1985-ben, Drum nevű hajója felborult a Fastnet verseny közben, Cornwall déli partja mellett. Ő és a csapata 40 percig volt a hajó alatt ragadva. a Brit Királyi Haditengerészet mentette ki őket a 771 Naval Air Squadron helikopterét használva. A baleset ellenére Le Bon és a Drum részt vett az 1985-1986-os Whitbread Round the World Race-en, amelyben harmadik lett. Le Bon és partnerei később eladták a hajót, amelynek történetét az 1989-es film a Drum - The Journey Of A Lifetime és a One Watch at a Time könyv írja le, amelyet Skip Novak írt.
2005-ben, 20 évvel a baleset után Le Bon újra versenyezni akart. 2005-ös augusztusi turnészünet közben újra a Drummal szerepelt a Fastnet versenyen, amit az akkori tulajdonostól (Sir Arnold Clark) kölcsönzött és jótékony célokért versenyzett. Le Bonnak félbe kellett szakítani versenyét, mert gyengéd szellők elhalasztották volna az érkezést Plymouthba, amely megakadályozta volna az énekes szereplését Japánban. A The Weekend Sailor dokumentumfilm narrátora, amely megnyerte a Whitbread Round the World Race-t 1973/74-ben.
2009-ben Le Bon egy esszével járult hozzá a The Atheist’s Guide to Christmas könyvhöz, amelyet Ariane Sherine szerkesztett. 2014-ben lett támogatója a Humanists UK-nek.
2018. június 11-én Shereen Hariri szexuális zaklatással vádolta az énekest, egy 1995-ös eseményről. Erre ő az együttes hivatalos közösségi média oldalain reagált, amelyben elutasította a vádakat és részben a következőt mondta: „Mindig is olyan ember voltam, aki el tudja ismerni hibáit és bocsánatot tud kérni értük. De valami olyanért nem tudok bocsánatot kérni, amit nem tettem meg.” Le Bon akkori asszisztense, Katy Krassner a következőt mondta az esetről: „El tudom mondani nektek, hogy amivel vádolják nem történt meg. Egész nap Simonnal voltam, nem hagyta el a látókörömet.”

## Diszkográfia
Az AllMusic adatai alapján.
| - Duran Duran (1981) - Rio (1982) - Seven and the Ragged Tiger (1983) - Arena (1984) - Notorious (1986) - Big Thing (1988) - Liberty (1990) - The Wedding Album (1993) - Thank You (1995) - Medazzaland (1997) - Greatest (1998) - Pop Trash (2000) - Astronaut (2004) - Red Carpet Massacre (2007) - All You Need Is Now (2011) - Paper Gods (2015) - Future Past (2021) - Danse Macabre (2023) | - So Red The Rose (1985) - Do They Know It’s Christmas? (1984), (a Band Aid-del) - Requiem For The Americas (1989), (Jonathan Elias albuma) - Record Collection (2010), (Mark Ronson albuma) |